# We Be Burnin’
«We Be Burnin» ― сингл Шона Пола с его третьего студийного альбома The Trinity. Он добился успеха во всем мире, став хитом первой 10-ки в десяти национальных музыкальных чартах, включая чарты Германии, Италии, Великобритании и США.

## История
«We Be Burnin» был выпущен как первый сингл с альбома The Trinity в августе 2005 года в США и в сентябре 2005 года в Великобритании. В США сингл достиг пика в Billboard Hot 100 под номером 6, а в Великобритании сингл стал еще большим хитом, достигнув пика под номером 2. Сингл стал самым известным сольным хитом Шона Пола в Великобритании.
Оригинальная версия песни включает в себя известные темы употребления марихуаны, несколько раз упоминающая слова: деревья, сорняк, трава, медитация. Была выпущена еще одна версия, в которой текст, связанный с наркотиками был изменен, на текст, касающийся женщин.

## Видеоклип
Видео было снято в пустынях Лос-Анджелеса режиссером Джесси Терреро. В нем Шон Пол танцует с тремя девушками на фоне грузовика, который стреляет пламенем.

## Трек-лист
CD single
1. "We Be Burnin' (Recognize It)" (album version) – 3:33
2. "We Be Burnin' (Legalize It)" – 3:29

CD maxi single
1. "We Be Burnin' (Recognize It)" (album version)
2. "Bounce It Right There" (non-album bonus track)
3. "We Be Burnin" (video)
4. Free ringtone

CD single
1. "We Be Burnin' (Recognize It)" – 3:38
2. "Bounce It Right There" (non album track) – 3:00
3. "We Be Burnin' (Legalize It)" – 3:28

12" maxi single
1. "We Be Burnin'" (Recognize It)– 3:38
2. "We Be Burnin'" (Instrumental)
3. "We Be Burnin'" (Legalize It)	– 3:28
4. "Bounce It Right There" (non album track) – 3:00

## Чарты
| Чарт (2005–2006)                        | Высшая позиция |
| --------------------------------------- | -------------- |
| Австралия (ARIA)                        | 34             |
| Австрия (Ö3 Austria Top 40)             | 10             |
| Бельгия/Фландрия (Ultratop 50)          | 9              |
| Бельгия/Валлония (Ultratop 50)          | 7              |
| Canada CHR/Pop Top 30 (Radio & Records) | 11             |
| Дания (Tracklisten)                     | 16             |
| Europe (Eurochart Hot 100)              | 3              |
| Финляндия (Suomen virallinen lista)     | 8              |
| Франция (SNEP)                          | 78             |
| Германия (GfK)                          | 5              |
| Ирландия (IRMA)                         | 11             |
| Италия (FIMI)                           | 6              |
| Нидерланды (Dutch Top 40)               | 8              |
| Нидерланды (Single Top 100)             | 6              |
| Шотландия (Scottish Singles Chart)      | 4              |
| Швеция (Sverigetopplistan)              | 14             |
| Швейцария (Schweizer Hitparade)         | 6              |
| Великобритания (UK Singles Chart)       | 2              |
| США (Billboard Hot 100)                 | 6              |
| США (Billboard Hot R&B/Hip-Hop Songs)   | 17             |
| США (Billboard Hot Rap Songs)           | 6              |
| США (Billboard Mainstream Top 40)       | 9              |
| США (Billboard Rhythmic)                | 8              |

| Чарт (2005)                       | Позиция |
| --------------------------------- | ------- |
| Austria (Ö3 Austria Top 40)       | 67      |
| Belgium (Ultratop 50 Flanders)    | 55      |
| Belgium (Ultratop 50 Wallonia)    | 29      |
| Germany (Official German Charts)  | 50      |
| Italy (FIMI)                      | 37      |
| Netherlands (Dutch Top 40)        | 56      |
| Netherlands (Single Top 100)      | 26      |
| Sweden (Sverigetopplistan)        | 90      |
| Switzerland (Schweizer Hitparade) | 47      |
| UK Singles (OCC)                  | 27      |
| US Billboard Hot 100              | 88      |

| Chart (2006)         | Position |
| -------------------- | -------- |
| US Billboard Hot 100 | 81       |

## Сертификации
| Регион | Сертификация | Продажи   |
| --- | ------------ | --------- |
| Канада (Music Canada) | Золотой      | 10,000^   |
| Дания (IFPI Danmark) | Золотой      | 7,500^    |
| Германия (BVMI) | Золотой      | 150 000^  |
| Япония (RIAJ) | Золотой      | 100 000^  |
| Великобритания (BPI) | Серебряный   | 200 000^  |
| США (RIAA) | Платиновый   | 1 000 000 |
| Рингтон |              |           |
| США (RIAA) | Золотой      | 500 000^  |
| ^ Данные о тиражах приведены только на основе сертификации. · Данные о продажах + прослушиваниях приведены только на основе сертификации. |              |           |